# Alfons Hitter
Alfons Hitter (4 de junio de 1892, Hochstatt, Alsacia-Lorena - Thomasberg, Alemania Occidental, 11 de marzo de 1968) fue un general alemán durante la Segunda Guerra Mundial que comandó la 206.ª División de Infantería. Fue condecorado con la Cruz de Caballero de la Cruz de Hierro con Hojas de Roble de la Alemania Nazi.
Hitter ingresó al Reischsheer en 1912 como suboficial, y participó en la Primera Guerra Mundial; tras la contienda permaneció en el Reichswehr donde ascendió en el escalafón militar. Ya en 1939 había alcanzado el grado de coronel y participó en la Operación Barbarroja lanzada en 1941 por el Tercer Reich contra la URSS, siendo ascendido a general.
Durante dicha campaña Hitter asumió el comando de la 206.ª División de Infantería adscrita al Grupo de Ejércitos Centro de la Wehrmacht, se rindió ante las fuerzas soviéticas durante la Operación Bagration cuando la 206.ª División fue rodeada en Vitebsk en junio de 1944. Condenado como criminal de guerra en la Unión Soviética, fue retenido en prisión durante once años, uniéndose al Comité Nacional por una Alemania Libre mientras estuvo en cautividad. Fue liberado en 1955 y se estableció en Alemania Occidental donde murió en 1968.

## Condecoraciones
- Cruz de Hierro (1914) 2ª Clase (2 de septiembre de 1914) & 1ª Clase (5 de febrero de 1916)[1]
- Broche de la Cruz de Hierro (1939) 2ª Clase (13 de mayo de 1940) & 1ª Clase (2 de julio de 1940)[1]
- Cruz Alemana en Oro el 15 de diciembre de 1943 como Generalleutnant y comandante de la 206. Infanterie-Division[2]
- Cruz de Caballero de la Cruz de Hierro con Hojas de Roble
  - Cruz de Caballero el 14 de diciembre de 1941 como Oberst y comandante del Artillerie-Regiment 178[3]
  - 488ª Hojas de Roble el 4 de junio de 1944 como Generalleutnant y comandante de la 206. Infanterie-Division[4]